# Сен Мор де Фосе
Сен Мор де Фосе (на френски: Saint-Maur-des-Fossés) е град във Франция. Населението му е 74 893 жители (по данни от 1 януари 2016 г.) а площта 11,25 кв. км. Намира се на 11,70 км от центъра на Париж.

## Жители по месторождение, 1999 г.
- Европейска Франция – 85%
- Отвъдморски департаменти и територии на Франция – 0,70%
- В чужди държави, но с френско гражданство по рождение – 3,60%
- Чужди жители, граждани на страни от ЕС – 5,20%
- Чужди жители, граждани на страни извън ЕС – 5,50%